# 麻倉ゆあ
麻倉 ゆあ（あさくら ゆあ、1997年11月30日 - ）は、日本のAV女優。Duoエンターテイメント所属。

## 略歴・人物
2016年7月、「佐倉あゆ（さくら あゆ）」としてデビューしたKカップの爆乳AV女優。所属事務所はルーセントプロダクション。
一時活動を休止した後、2017年7月に「高崎莉依（たかさき りい）」として復帰。所属事務所はM.O.Bプロダクション。
2018年6月に「莉依（りい）」に改名するが、間もなく活動を休止。
2019年7月より「麻倉ゆあ」として活動を開始。

## 出演作品

### アダルトDVD

#### 「佐倉あゆ」名義
2016年
- Kカップ新人デビュー18歳 ボイン佐倉あゆボックス（7月19日、ABC）
- 爆乳インストラクターを中出し専用の肉便器に調教する強制妊娠バイト（8月1日、Fitch）※「あゆ」名義
- 超絶爆乳Kカップ18歳佐倉あゆ誕生 若さがゆえに性欲が溢れる超ボイン 初めての中出し/3P/大量顔射 「ついこの間までJK(女子校生)だったんです。」（8月19日、ゴールデンタイム）
- 18歳のKカップを弄りたくなるシチュエーション（9月1日、ABC）
- 爆乳ハミ乳競泳水着 あゆ J-cup（9月9日、クリスタル映像）※「あゆ」名義
- 妹あゆのドM覚醒Kカップ ポロシャツとリコーダーと潮吹き太郎くん（9月13日、チェリーズれぼ）※「あゆ」名義
- SNSでガチ交渉! 夢みる激カワ素人娘を口説いちゃいました!（10月7日、ATLANTIS-H）

2017年
- Kカップ超乳 佐倉あゆと秘密のわいせつ旅行（2月19日、ABC）
- 着乳エロス（2月25日、ゲインコーポレーション）
- マゾ乳 生中出し（3月7日、ゲインコーポレーション）
- 北新宿すぺしゃるオフパコ探検隊www SNSで一本釣りしたパイスラ爆乳マフラーニーハイKカップ アニオタ19歳大学生 巨チンに完堕ちアヘ顔イキまくり AVデビューえみこ(仮名)（3月13日、HERO）※「えみこ」名義
- DQNなバイト先の先輩に妹を犯されてしまった俺。 さらに悪いことに、犯されている妹に興奮してしまった俺（4月20日、ヒビノ）
- 佐倉あゆ SUPER BEST 18歳 K-cup ウブ爆乳SEX（7月1日、ABC）※ベスト版
- むちむち肉ぽちゃ生中出し女子校生 Vol.001（7月13日、HERO）
- 完全撮り下ろし 覚醒する本能、快感に支配され濡れそぼる激烈性交（9月19日、TEPPAN）

#### 「高崎莉依」名義
2017年
- BOIN GRAMMAR（10月25日、ゲインコーポレーション）
- 生中出しヌルヌル爆乳ソープ ソープデビューの19歳Jカップ（11月1日、シネマユニット・ガス）
- 超爆乳Kカップ! むっちり肉ギャルと混欲露出デート（12月25日、かつお物産）

2018年
- 撮り下ろし爆乳潮吹きバラエティ 新人りんかKカップ（3月1日、シネマユニット・ガス）
- 超爆乳専門ソープランド シャトーブリ庵 最高級肉Kカップ4種盛り（4月7日、MERCURY）
- 巨大乳房のパイズリ かわいい顔して責め上手（5月1日、シネマユニット・ガス）

#### 「莉依」名義
2018年
- デカ乳輪 爆乳×剛毛×生中出し ドM若妻 オイルまみれSEX（9月19日、エンペラー）
- 重乳Kカップ 秒殺ですぐイク娘（10月12日、肉盛）※「りい」名義
- おっぱいデカ美 01 Lカップ もえチャン 仙台在住/自薦応募/小悪魔痴女系/仕事はパパ活♪（12月1日、おっぱいデカ美）※「もえ」名義

#### 「麻倉ゆあ」名義
2019年
- GAS独占新人 中出しKカップ（10月1日、シネマユニット・ガス）
- Kカップにヨダレだらだら 涎過多の特異体質（11月1日、シネマユニット・ガス）
- 旦那が出張で禁欲中のKカップ爆乳隣人妻に追撃種付けプレス!!（11月22日、クリスタル映像）

2020年
- いいからテメぇのデカ乳貸せや! (4月3日、ワープエンタテインメント)
- 勃起したままの男を肉感騎乗位エステで何度も射精させる爆乳エステティシャンVOL.2 (5月8日、DANDY) 他出演:生野ひかる、ちなみん

## 出演

### 映画
- 人妻の湿地帯 舌先に乱されて（2020年1月24日、オーピー映画）[4] - 佐伯真理子 役[5]